# Ukdungle
Ukdungle es un pequeño complejo militar del Ejército Indio, ubicado en un área de 40 por 70 metros en el distrito de Leh, Ladaj, en el norte de la India, a 48 km al oeste de la aldea de Demchok, en la Línea de Control Real con el Tíbet. El paso de Nurbula se encuentra cerca de este lugar.